# Justin Somper
Justin Somper (St Albans - ?) é um escritor britânico, autor de uma série de livros infanto-juvenis chamada Vampirates (Vampiratas, em português).
Graduado pela Universidade de Warwick, trabalhou como publicitário, antes de iniciar a carreira como escritor.